# Mabel, Fatty and the Law
Mabel, Fatty and the Law è un cortometraggio muto del 1915 diretto e interpretato da Fatty Arbuckle.

## Trama
Fatty viene scoperto dalla moglie Mabel a flirtare con la domestica. Mabel, furiosa, affronta il marito ma poi i due si riappacificano ed escono per una passeggiata nel parco. Intanto, in un'altra casa, un altro  marito viene colto dalla moglie mentre si intrattiene con la propria domestica, portando a una situazione simile.
Le due coppie si ritrovano casualmente nello stesso parco, dove cartelli vietano esplicitamente effusioni amorose. Tuttavia, sia Fatty che l'altro marito finiscono per scambiare attenzioni con le mogli altrui. La polizia, nascosta ovunque, interviene e arresta Fatty e la moglie dell'altro uomo. I due vengono portati alla stazione e possono evitare una pena di 30 giorni solo pagando una cauzione di 30 dollari. Entrambi contattano telefonicamente i rispettivi coniugi, che si presentano con riluttanza al commissariato per pagare la multa. Alla fine, le coppie si ritrovano fuori della stazione di polizia e si rendono conto che la passeggiata al parco non è stata una buona idea ed ognuno se ne va da solo in direzioni diverse.